# Hinton (Virgínia Ocidental)
Hinton é uma cidade localizada no estado norte-americano de Virgínia Ocidental, no Condado de Summers.

## Demografia
Segundo o censo norte-americano de 2000, a sua população era de 2880 habitantes.
Em 2006, foi estimada uma população de 2651, um decréscimo de 229 (-8.0%).

## Geografia
De acordo com o United States Census Bureau tem uma área de
7,9 km², dos quais 6,0 km² cobertos por terra e 1,9 km² cobertos por água. Hinton localiza-se a aproximadamente 505 m acima do nível do mar.

## Localidades na vizinhança
O diagrama seguinte representa as localidades num raio de 24 km ao redor de Hinton.